# 陳作儀
陳作儀，江蘇省江寧府江寧縣人，清朝政治人物、進士出身。
光緒十六年（1890年），参加光緒庚寅科殿試，登進士二甲107名。同年五月，著交吏部掣签，分发各省以知县即用。